# Hieronimów
Hieronimów (prononciation : [xjɛrɔˈnimuf]) est un village polonais de la gmina de Sienno dans le powiat de Lipsko de la voïvodie de Mazovie dans le centre-est de la Pologne.
Il se situe à environ 6 kilomètres à l'est de Sienno (siège de la gmina), 12 kilomètres au sud-ouest de Lipsko (siège du powiat) et à 132 kilomètres au sud de Varsovie (capitale de la Pologne).
Le village possède approximativement une population de 59 habitants en 2009.

## Histoire
De 1975 à 1998, le village appartenait administrativement à la voïvodie de Radom.